# Légi járművek fényrendszere

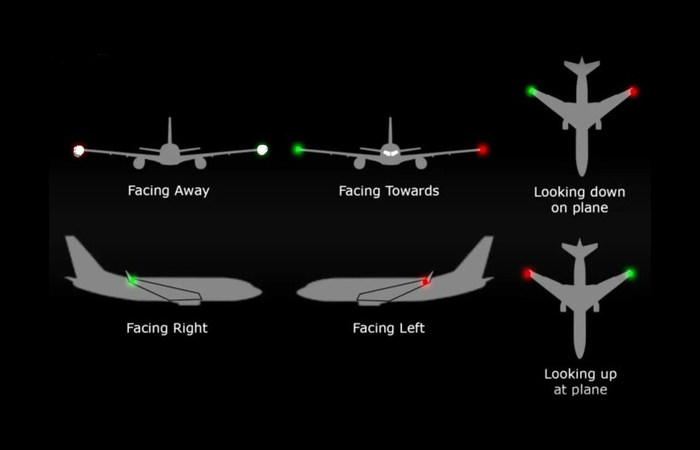
Repülőgép irányának meghatározása jelzőfényei alapján: távolodó – közeledő – felülnézet – jobbra halad – balra halad – alulnézet.

A légi járművek fényrendszere fontos eszköz a balesetek és katasztrófák elkerülésének érdekében. Enélkül megnehezedne a gépek detektálása és ezáltal megnövekedne a rizikófaktor is. Döntő szerepet játszanak az égbolton bekövetkező ütközések megelőzésében azáltal, hogy láthatóvá teszik a repülőeszközt más repülőeszközök számára. Ezek jelzik a repülőgép irányát is, ezzel segítve a többi pilótát. Ezentúl tájékoztatják a földi személyzetet a repülőgép állapotáról, biztosítva ezzel a földi műveletek zökkenőmentességét. A repülőgépek világításának jelentősége kiterjed az utasokra is. A belső világítás segít a kényelmes környezet megteremtésében, a vészkiürítésben, és az utasok be- és leszállításában is.
A fényeket alapvető módon csoportosíthatjuk külső, belső, valamint vészhelyzeti világítás csoportjaiba.

## Belső világítás
A belső megvilágítás célja hasonló, mint bármely járműben: a látást hivatott biztosítani mind a pilóta, mind az esetleges utas számára. A belső világítás csoportjába tartozik:
- Pilótafülke világítása
- Mennyezeti lámpa
- Szórt fényű lámpa
- Műszerfal megvilágítása
- Térképlámpa
- Utastér világítása
- Ügyeleti világítás
- Utasok egyéni világítása (pl. olvasólámpa)
- Tehertér- és rekeszvilágítás

## Külső világítás
A külső világítás elsődleges célja az észlelhetőség, illetve – rossz látási viszonyok közt – a látás segítése. Ide tartoznak a következők:
- Navigációs fények
- Helyzetjelző fények:
  - szárnyvégi fények, a bal oldali piros, a jobb oldali zöld. Iránykarakterisztikájuk nemzetközileg szabványosított, kiküszöbölve ezáltal az optikai csalódás okozta tévedést.
  - fehér törzsvégi fény: ez az általánosan nem kötelező, ám elterjedt fény tovább egyértelműsíti a helyzetinformációt.
- Ütközésmegelőzési fények:
  - piros (ritkábban fehér) villogó, melyből rendszerint kettő – egy–egy felső és alsó – található a légi járműveken. Nagy távolságból észlelhető, kötelező felszerelés. Általában hajtóműindítás előtt be kell kapcsolni és csak leállítás után kapcsolható ki.
  - fehér színű sztroboszkopikus fények
- Logóvilágítás
- Fel- és leszállási fényszórók
- Gurulási fényszóró
- Gyorslefordulási fényszóró

## Vészhelyzeti világítás
A légi jármű elhagyását, az attól való eltávolodást és a mentés elősegítését szolgálják.
Ide tartoznak a következők:
- Kijáratjelzők
- Tartalék világítás
- Padlóközeli vészhelyzeti menekülésiútvonal-jelölő rendszer

## Repülőgép irányának gyors meghatározása
- Ha csak fehér fényt látunk, akkor a repülőgép pontosan előttünk repül,
- Ha a zöldet és a vöröset látjuk, akkor viszont velünk szemben jön.
- Ha csak a zöldet látjuk, akkor balra tart, ha csak a pirosat, akkor jobbra.